# Masters de Fórmula 3
El Masters de Fórmula 3 fue una carrera de automovilismo de velocidad anual de Fórmula 3 que reemplazó en el año 1991 a la Copa Europea de Fórmula 3, que se disputaba en el circuito de Bugatti. El Masters se disputó siempre en el circuito de Zandvoort, salvo en las ediciones de 2007 y 2008, que se disputaron en Zolder por problemas de contaminación acústica. Pese a que la Fórmula 3 Euroseries ha corrido en Zandvoort desde 2003, esa fecha y el Masters de F3 se han disputado de forma independiente. El circuito de Zandvoort volvió a partir de 2009. En 2011, fue puntuable para el Trofeo Internacional de Fórmula 3 de la FIA.
El Masters se llamó oficialmente Marlboro Masters of Formula 3 hasta la carrera de 2005 inclusive. Como las nuevas leyes europeas de publicidad de tabaco obligaron a los organizadores a buscar otro patrocinador, la carrera estuvo patrocinada por BP Ultimate en 2006 y 2007, por Tango en el 2009 y RTL en 2008 y 2010. La edición 2014 se llamó oficialmente Masters de Zandvoort, debido a que se usaron modelos antiguos de Fórmula 3, y la FIA le prohibió usar la denominación habitual.
Al igual que el Gran Premio de Macao y el Gran Premio de Pau aunque sin llegar a su prestigio, el Masters de F3 atraía a decenas de pilotos jóvenes de todo el mundo para demostrar sus habilidades al volante de un Fórmula 3. En esta carrera participaron futuros pilotos de Fórmula 1, entre ellos David Coulthard, Rubens Barrichello, Ralf Schumacher, Nick Heidfeld, Mark Webber o Lewis Hamilton.

## Resultados
| Año  | Primero            | Segundo              | Tercero               | Pole position        | Vuelta rápida       |
| ---- | ------------------ | -------------------- | --------------------- | -------------------- | ------------------- |
| 1991 | David Coulthard    | Jordi Gené           | Marcel Albers         | Rubens Barrichello   | Rubens Barrichello  |
| 1992 | Pedro Lamy         | Diogo Castro Santos  | Gil de Ferran         | Kelvin Burt          | Kelvin Burt         |
| 1993 | Jos Verstappen     | Paolo Coloni         | Michael Krumm         | Jos Verstappen       | Michael Krumm       |
| 1994 | Gareth Rees        | Jörg Müller          | Sascha Maassen        | Jörg Müller          | Sascha Maassen      |
| 1995 | Norberto Fontana   | Ralf Schumacher      | Hélio Castroneves     | Norberto Fontana     | Ralf Schumacher     |
| 1996 | Kurt Mollekens     | Jonny Kane           | Nick Heidfeld         | Kurt Mollekens       | Kurt Mollekens      |
| 1997 | Tom Coronel        | Sebastien Philippe   | Mark Webber           | Sebastien Philippe   | Sebastien Philippe  |
| 1998 | David Saelens      | Enrique Bernoldi     | Mario Haberfeld       | David Saelens        | David Terrien       |
| 1999 | Marc Hynes         | Thomas Mutsch        | Etienne van der Linde | Thomas Mutsch        | Marc Hynes          |
| 2000 | Jonathan Cochet    | Ben Collins          | Tomas Scheckter       | Jonathan Cochet      | Jonathan Cochet     |
| 2001 | Takuma Satō        | André Lotterer       | Anthony Davidson      | Takuma Satō          | Takuma Satō         |
| 2002 | Fabio Carbone      | Olivier Pla          | Tristan Gommendy      | Fabio Carbone        | Bruce Jouanny       |
| 2003 | Christian Klien    | Nelson Angelo Piquet | Ryan Briscoe          | Nelson Angelo Piquet | Ryan Briscoe        |
| 2004 | Alexandre Prémat   | Eric Salignon        | Adam Carroll          | Alexandre Prémat     | Eric Salignon       |
| 2005 | Lewis Hamilton     | Adrian Sutil         | Lucas di Grassi       | Lewis Hamilton       | Lewis Hamilton      |
| 2006 | Paul di Resta      | Giedo van der Garde  | Sébastien Buemi       | Giedo van der Garde  | Giedo van der Garde |
| 2007 | Nico Hülkenberg    | Yann Clairay         | Jean-Karl Vernay      | Romain Grosjean      | James Jakes         |
| 2008 | Jules Bianchi      | Nico Hülkenberg      | Jon Lancaster         | Nico Hülkenberg      | Max Chilton         |
| 2009 | Valtteri Bottas    | Mika Mäki            | Stefano Coletti       | Valtteri Bottas      | Valtteri Bottas     |
| 2010 | Valtteri Bottas    | Alexander Sims       | Marco Wittmann        | Alexander Sims       | Jean-Éric Vergne    |
| 2011 | Felix Rosenqvist   | Marco Wittmann       | Kevin Magnussen       | Roberto Merhi        | Felix Rosenqvist    |
| 2012 | Daniel Juncadella  | Raffaele Marciello   | Hannes van Asseldonk  | Daniel Juncadella    | Daniel Juncadella   |
| 2013 | Felix Rosenqvist   | Alex Lynn            | Emil Bernstorff       | Felix Rosenqvist     | Felix Rosenqvist    |
| 2014 | Max Verstappen     | Steijn Schothorst    | Nabil Jeffri          | Max Verstappen       | Indy Dontje         |
| 2015 | Antonio Giovinazzi | George Russell       | Sérgio Sette Câmara   | Antonio Giovinazzi   | Antonio Giovinazzi  |
| 2016 | Joel Eriksson      | Niko Kari            | Sérgio Sette Câmara   | Callum Ilott         | Guanyu Zhou         |